# Неклассическая физическая картина мира
Неклассическая физическая картина мира — обобщённый образ, общая модель природы с точки зрения физики первой половины XX века. Возникла на основе успехов теории относительности, квантовой механики и релятивистской космологии.

## Основные идеи
- Атом является сложным и может быть разделен. Химические элементы могут превращаться друг в друга.
- Свет является самостоятельным материальным объектом. Как и вещество, он обладает массой, импульсом, энергией. Возможно превращение элементарных частиц в излучение и обратно.
- Свойства материи зависят от движения (теория относительности).
- Пространство и время связаны с движением материи (преобразования Лоренца) и связаны друг с другом (инвариантность интервала в СТО).
- Микрообъекты не подчиняются принципу механистического детерминизма (принцип корпускулярно-волнового дуализма), а подчиняются принципу статистического детерминизма (можно предсказать лишь вероятности результатов измерительных экспериментов над ними).
- Законы классической механики неприменимы к движениям объектов со скоростями, сравнимыми со скоростью света и с длиной волны де Бройля, сравнимой с характерными размерами области, в которой изучается их движение.
- Свойства микрообьектов кардинально отличаются от свойств макротел (для них не имеет смысла понятие траектории, обмен энергией носит квантовый характер и т.д.).
- Из уравнений общей теории относительности для замкнутой Вселенной следует, что Вселенная не может быть стационарной. В момент Большого взрыва началось расширение Вселенной и продолжается до сих пор (красное смещение).